# Cryptoerithus griffith
Cryptoerithus griffith là một loài nhện trong họ Gnaphosidae.
Loài này thuộc chi Cryptoerithus. Cryptoerithus griffith được Norman I. Platnick & Barbara Baehr miêu tả năm 2006.